# Lakewood Louie
Lakewood Louie (...) è un giocatore di poker statunitense.

## Biografia
Scarse sono le notizie su di lui, ma  si è contraddistinto nelle WSOP di fine anni 70 ed inizio anni 80 in cui, una volta arrivato ITM, ha sempre vinto il braccialetto WSOP.
Ha ottenuto un altro buon risultato all'Amarillo Slim's Superbowl of Poker nel 1979, terminando a premio al terzo posto e vincendo 4.400 $ (l'iscrizione era di 1.000$).
Nel 1979 fu il primo giocatore della storia delle WSOP a chiudere una royal flush (scala reale massima) nel Main Event .

## Braccialetti WSOP
| Anno | Torneo                  | Premio  |
| ---- | ----------------------- | ------- |
| 1978 | $5.000 5 Card Draw High | $21.000 |
| 1979 | $2.000 5 Card Draw High | $22.800 |
| 1979 | $1.500 Ace to Five      | $22.200 |
| 1980 | $1.500 Razz             | $33.600 |